# 구제 히로치카

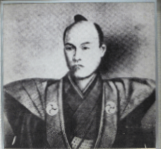

구제 히로치카(久世広周)는 에도 시대 말기의 다이묘이다. 에도 막부에선 노중을 역임하였다. 시모사 세키야도 번 제7대 번주를 지냈다. 세키야도 번 구제가(関宿藩久世家) 제7대 당주.
친부는 하타모토 오쿠사 다카요시(大草高好)이며 그의 차남으로 태어났다. 세키야도 번 선대 번주 구제 히로타카(久世広運)가 후사없이 요절하여 그의 말기양자(末期養子)가 되었다.
| 전임 구제 히로타카 | 제7대 세키야도 번 번주 (구제가) 1830년 ~ 1862년 | 후임 구제 히로후미 |